# Mid'hat Frashëri
Mit'hat Frashëri, noto anche con lo pseudonimo di Lumo Skëndo (Giannina, 25 marzo 1880 – New York, 3 ottobre 1949), è stato uno scrittore e politico albanese.
Figlio di Abdyl Frashëri, uno dei più importanti esponenti del rinascimento albanese, nel 1908 partecipò al Congresso di Manastir. Nel 1942 divenne presidente del Balli Kombëtar (Fronte nazionale), un movimento fascista, collaborazionista e anticomunista albanese attivo durante la seconda guerra mondiale. Frashëri è considerato uno dei padri del moderno nazionalismo albanese.

## Biografia
Mid'hat bey Frashëri era il figlio dello statista Abdyl Frashëri, iniziatore del movimento indipendentista albanese dall'impero ottomano, nonché nipote dei poeti e nazionalisti Naim Frashëri e Sami Frashëri. Nacque nel 1880 a Yanya (l'attuale Giannina, in Grecia, all'epoca parte dell'impero ottomano)  e crebbe a Istanbul, dove la sua famiglia lavorò nell'amministrazione ottomana e fu coinvolta nel movimento nazionalista albanese. Nel 1897 Mid'hat Frashëri fu arrestato dalle autorità ottomane per possesso di una copia del giornale Albania e fu rilasciato dopo l'intervento di suo zio Sami Frashëri. sul quale nel 1901 avrebbe scritto una biografia. Abbandonati gli studi di farmacologia, lavorò per l'amministrazione ottomana nel vilayet di Salonicco dal 1905 al 1910 e pubblicò un almanacco annuale intitolato Kalendari Kombiar ("Calendario nazionale") che fu stampato a Sofia e da lì distribuito nei Balcani. La pubblicazione sosteneva l'unità nazionale, lo sviluppo dell'istruzione, delle scuole e della letteratura albanesi e si opponeva all'intervento di potenze straniere negli affari locali. Frashëri richiese riforme del governo e un'alleanza con i macedoni per raggiungere tali obiettivi, ma era contrario alla resistenza armata. Per quanto riguarda la questione e la geopolitica albanese, Frashëri era noto negli ambienti albanesi dell'epoca per essere anti-austro-ungarico e anti-italiano.
Con lo pseudonimo Lumo Skendo pubblicò il settimanale Lirija a Salonicco fino al 1910. Partecipò al Congresso di Manastir nel 1908 e nel gennaio dell'anno successivo iniziò a pubblicare una rivista culturale mensile intitolata Diturija. Nel 1908 fu fondato a Salonicco il club albanese che si occupava di questioni culturali e politiche e Frashëri ne fu eletto presidente da 400 delegati albanesi. Frashëri sosteneva che il club di Salonicco fosse destinato a ospitare la sede della Società Bashkimi ("Unione"), tuttavia altri club albanesi preoccupati per l'influenza dei Giovani Turchi nella città optarono per il circolo di Manastir. Le autorità ottomane proibivano l'uso della lingua albanese nelle opere pubblicate all'estero e, come altri scrittori dell'epoca, Frashëri adottò lo pseudonimo di Mali Kokojka per aggirare tali restrizioni. Verso la fine del 1911 fondò il Partito Libertà e Accordo insieme ad altri dieci oppositori dei Giovani Turchi e sostenitori dell'ottomanismo, della decentralizzazione del governo e dei diritti delle minoranze etniche.

### Congresso di Manastir

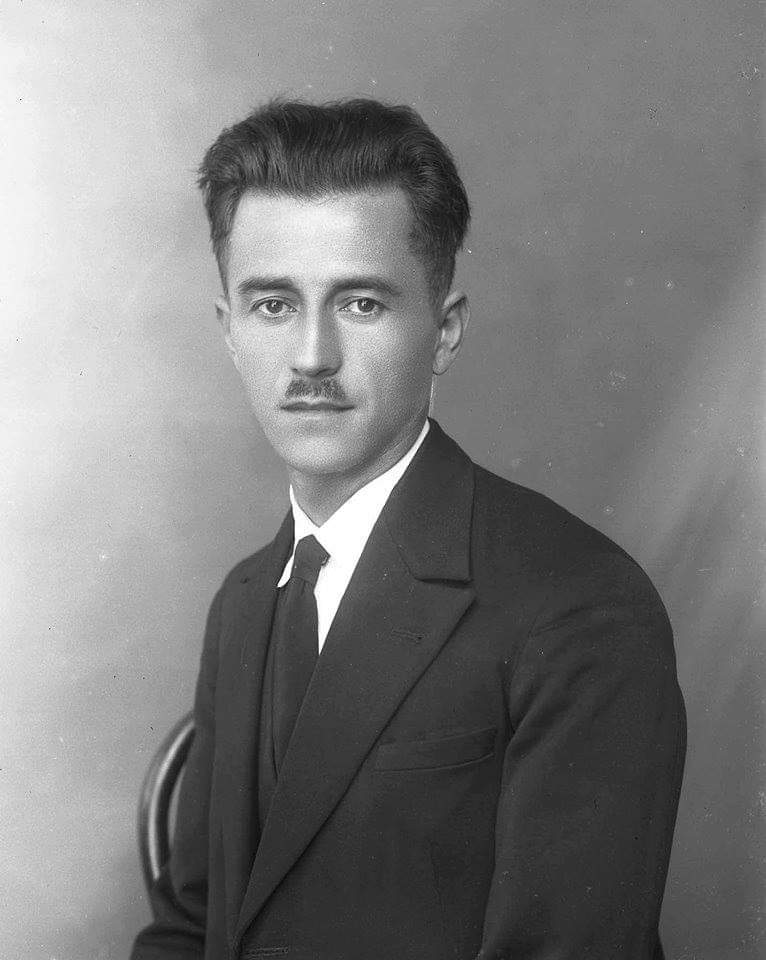
Mid'hat Frashëri nell 1910

Mid'hat Frashëri fu uno dei cinquanta delegati che contribuirono a codificare l'alfabeto albanese moderno. Divenne vicepresidente della commissione e fu anche eletto presidente del congresso responsabile dell'organizzazione delle varie proposte dell'alfabeto insieme a Parashqevi Qiriazi, la quale era presidente della commissione. Durante il congresso sull'alfabeto Frashëri sostenne l'adozione dei caratteri latini dell'alfabeto di Istanbul per la scrittura della lingua albanese.

### Dichiarazione di indipendenza albanese
Le opinioni politiche di Mid'hat bey assunsero un carattere nazionalista durante le guerre balcaniche e al momento del crollo definitivo dell'impero ottomano, quando l'Albania era sul punto di essere spartita dai suoi vicini balcanici. A differenza di alcuni dei suoi cugini che rimasero in quella che poi divenne la Turchia, Frashëri si trasferì in Albania dopo la caduta dell'impero ottomano. Fu uno degli 83 leader riuniti a Valona nel novembre 1912, nonché uno dei firmatari della dichiarazione d'indipendenza e ministro dei lavori pubblici nel governo provvisorio albanese. In seguito divenne console generale albanese a Belgrado e direttore generale delle poste. All'inizio della prima guerra mondiale fu internato in Romania, ma dopo essere stato rilasciato tornò a scrivere. Risiedette per un certo periodo a Losanna con suo cugino Mehdi Frashëri, dove fu autore di numerosi articoli di giornale e saggi. Il 25 novembre 1920 fu nominato presidente della delegazione albanese alla Conferenza di pace di Parigi, dove rimase fino al 1922. In Francia proseguì la sua attività giornalistica pubblicizzando la posizione dell'Albania nella ristrutturazione dell'Europa del dopoguerra. Successivamente ricoprì altri incarichi ministeriali e fu ambasciatore albanese in Grecia e negli Stati Uniti dal 1922 al 1926.

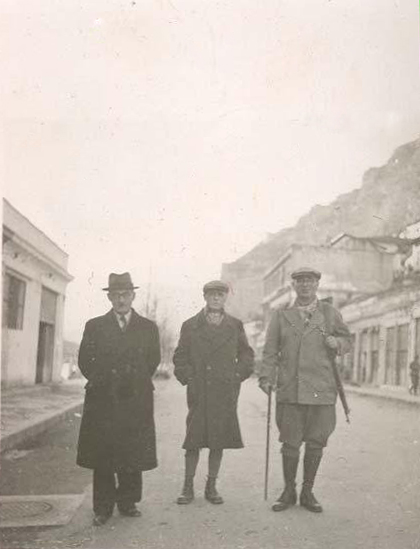
I leader del Balli Kombëtar Ali Këlcyra, Mid'hat Frashëri e Thoma Orollogaj (da sinistra a destra) a Berat.

Sotto il regno di Zog I nel 1925, Mid'hat lasciò la vita pubblica e aprì una libreria a Tirana, lavorando anche come farmacista. Lui stesso possedeva una biblioteca privata eccezionalmente grande di circa 20.000 volumi, la più grande collezione del paese all'epoca. Con l'ascesa della Germania nazista e lo scoppio della seconda guerra mondiale istituì il Balli Kombëtar ("Fronte nazionale") ai fini di formare l'Albania etnicaQuesto movimento si alleò alle forze di occupazione tedesche nella lotta al comunismo e nel 1944 si unì alle forze tedesche contro i partigiani antinazisti.

### Dopo la seconda guerra mondiale e la morte
Nel 1945 i comunisti vinsero la guerra in Albania e Mid'hat fuggì nel'Italia meridionale. Durante i primi anni della guerra fredda cercò di organizzare una coalizione anticomunista in Gran Bretagna e negli Stati Uniti. Nell'agosto 1949 fu eletto capo del Comitato nazionale "Albania libera". Morì di infarto al Lexington Hotel di New York e fu sepolto nel Ferncliff Cemetery della medesima città. I suoi resti sono stati trasferiti a Tirana nel novembre 2018.

## Influenza culturale
L'intera biblioteca di Frashëri, la più grande dell'Albania a quel tempo e composta da circa 20.000 volumi, fu confiscata dal regime comunista. Essa comprendeva importanti opere albanologiche ereditate da Franz Nopcsa von Felsö-Szilvás.